# Armoiries du Guyana
Sur les armoiries du Guyana on peut voir, sur un champ d'argent, trois fasces ondées (vagues) d'azur qui représentent les fleuves et les mers du pays, surmontées par une victoria amazonica. À la pointe on peut voir un phasianidae, autre symbole du pays.
Le blason est soutenu par deux jaguars qui portent un Piolet, une branche de canne à sucre et une branche de riz symbolisant les industries du sucre et du riz au Guyana.
Au sommet, on peut voir un heaume d'or avec une chimère avec une forme de coiffe amérindienne, symbole de la population indigène avec des diamants sur les côtés représentant l'industrie minière.
Dans la partie inférieure, sur une ceinture d'argent, la devise nationale en anglais : « One People, One Nation, One Destiny » (« Un Peuple, une Nation, un Destin »).